# ハンス・アルバース
ハンス・フィリップ・アウグスト・アルバース (Hans Philipp August Albers , 1891年9月22日 – 1960年7月24日)はドイツの俳優、歌手。彼は20世紀ドイツで最も人気のある俳優の一人で、1930年代から1960年代にもっとも大きな影響力のある映画スターであった。

## 幼少期

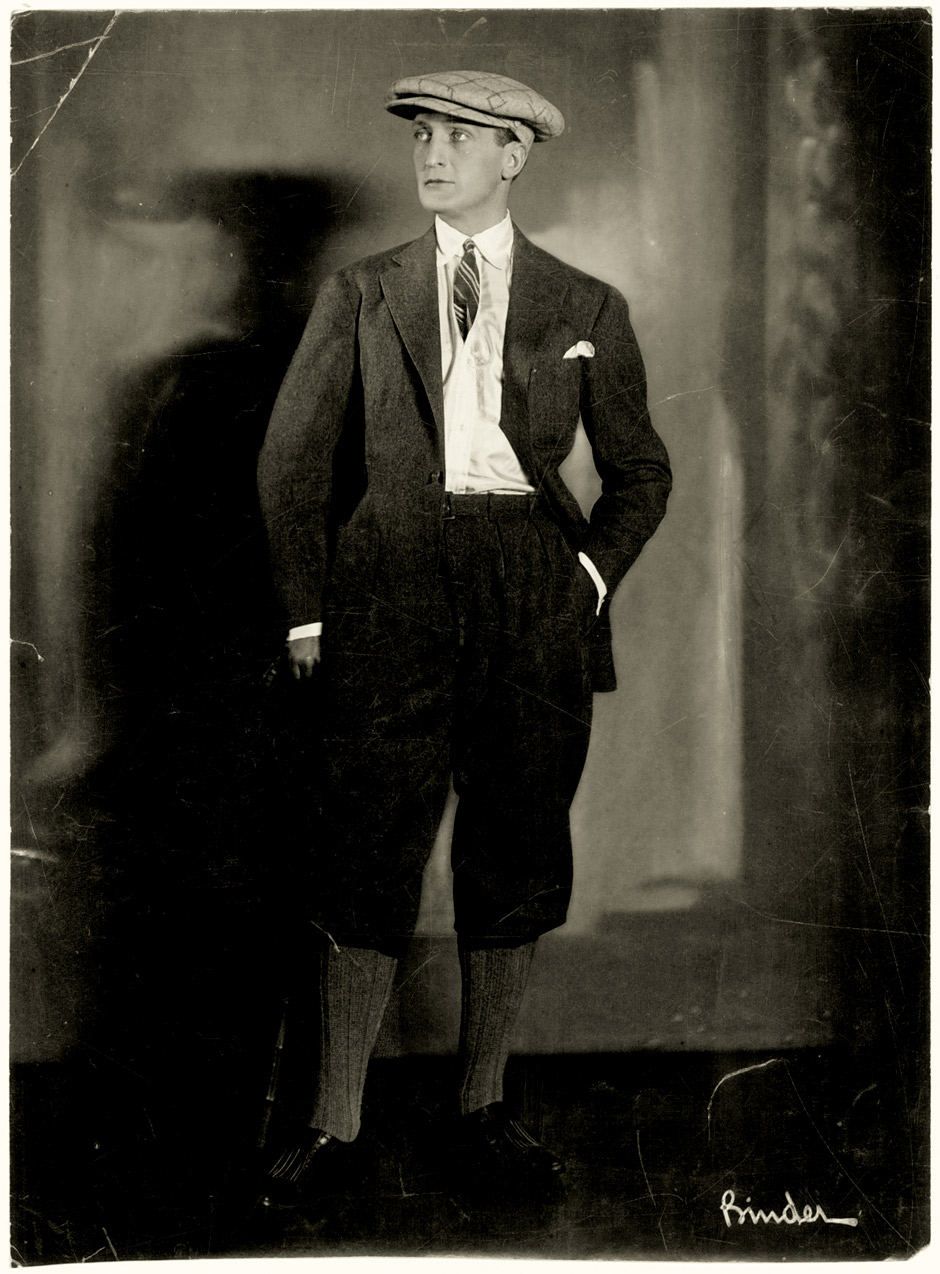
Hans Albers in 1922.

## 死

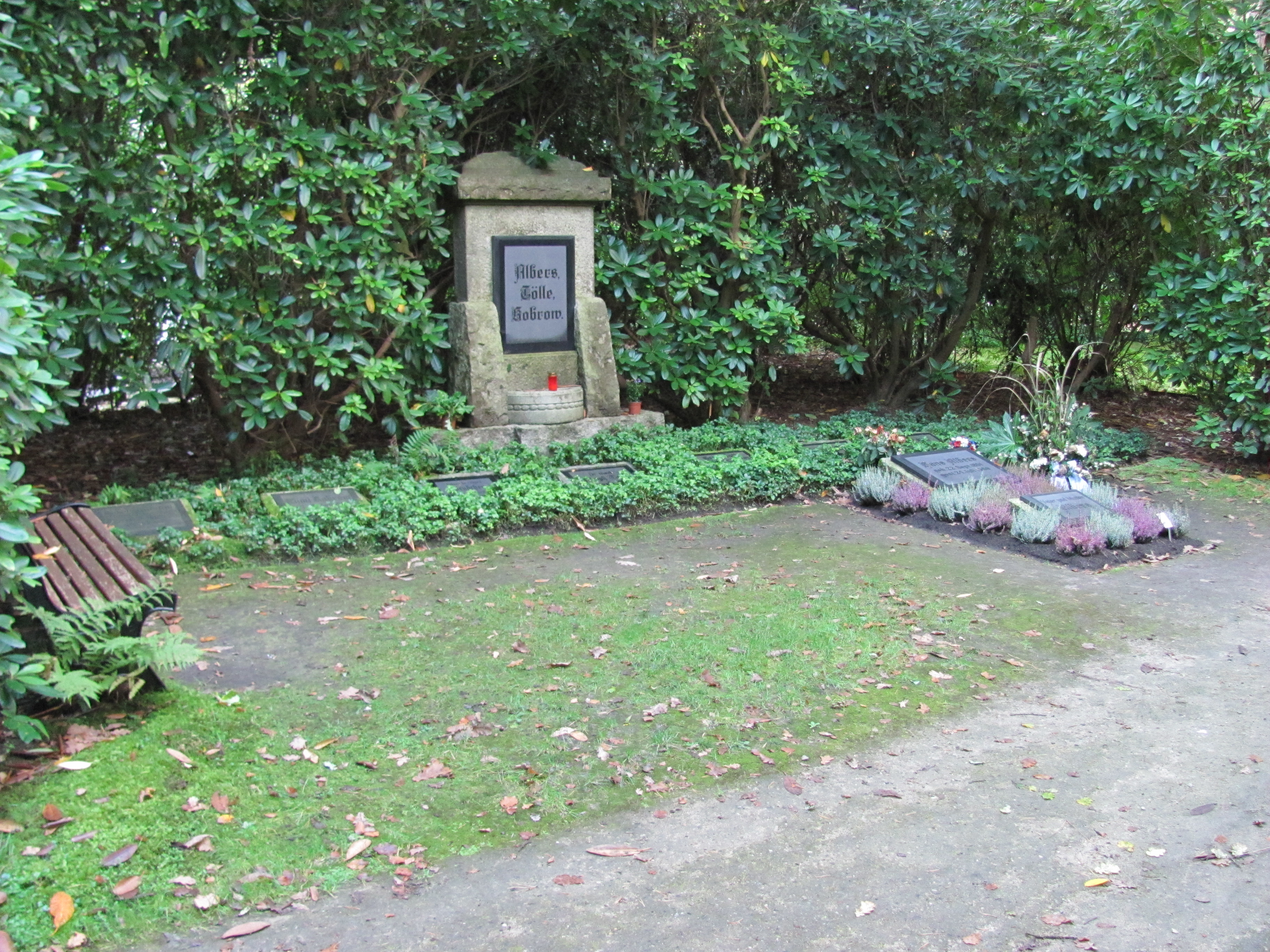
ハンブルクのオールスドルフ墓地にあるアルバースの墓

## 伝説・遺産

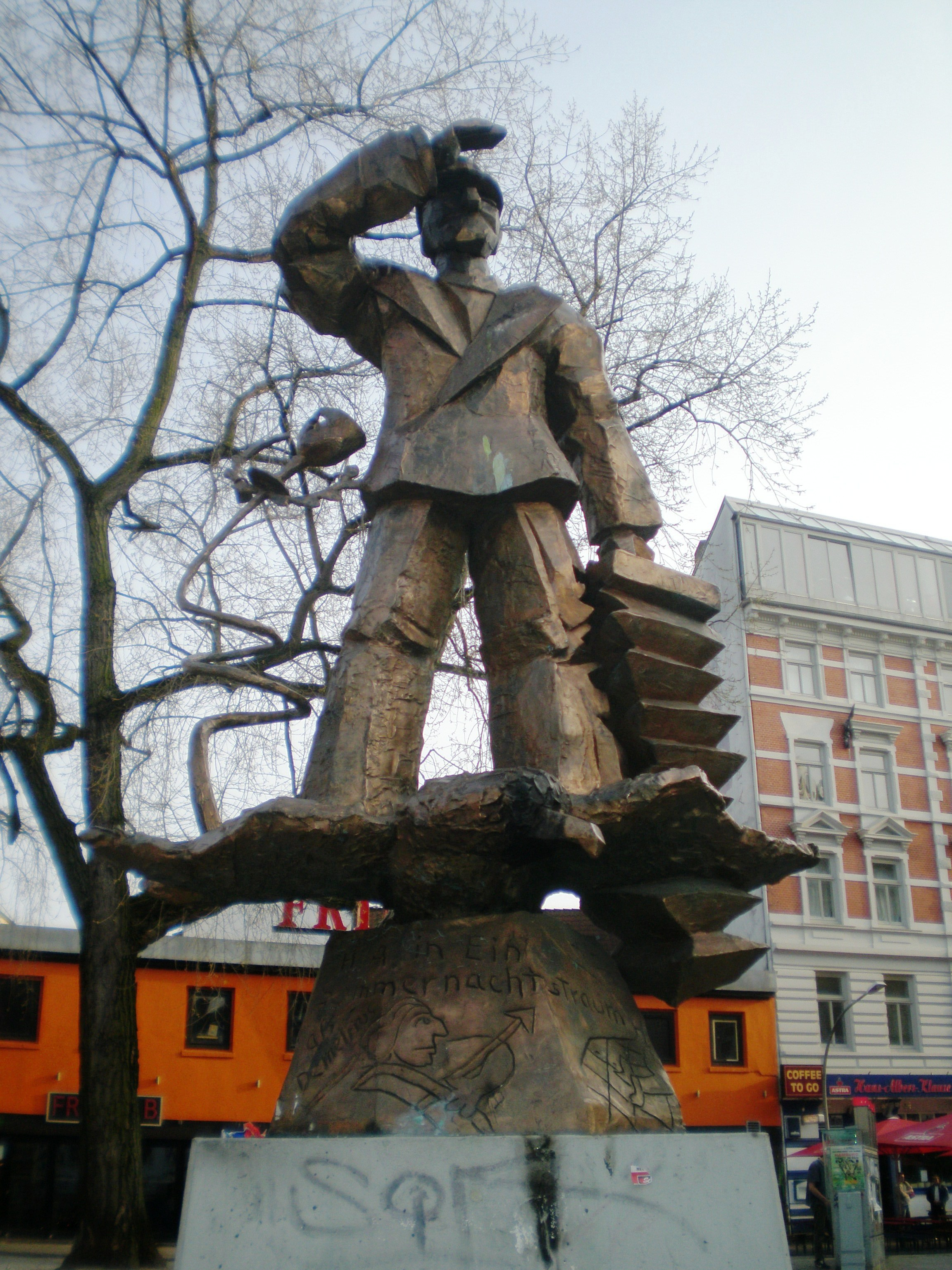
ハンス・アルバース・プラッツ、ハンブルク・セントにあるハンス・アルバース像。パウリ。ジョル・イメンドルフ、1986

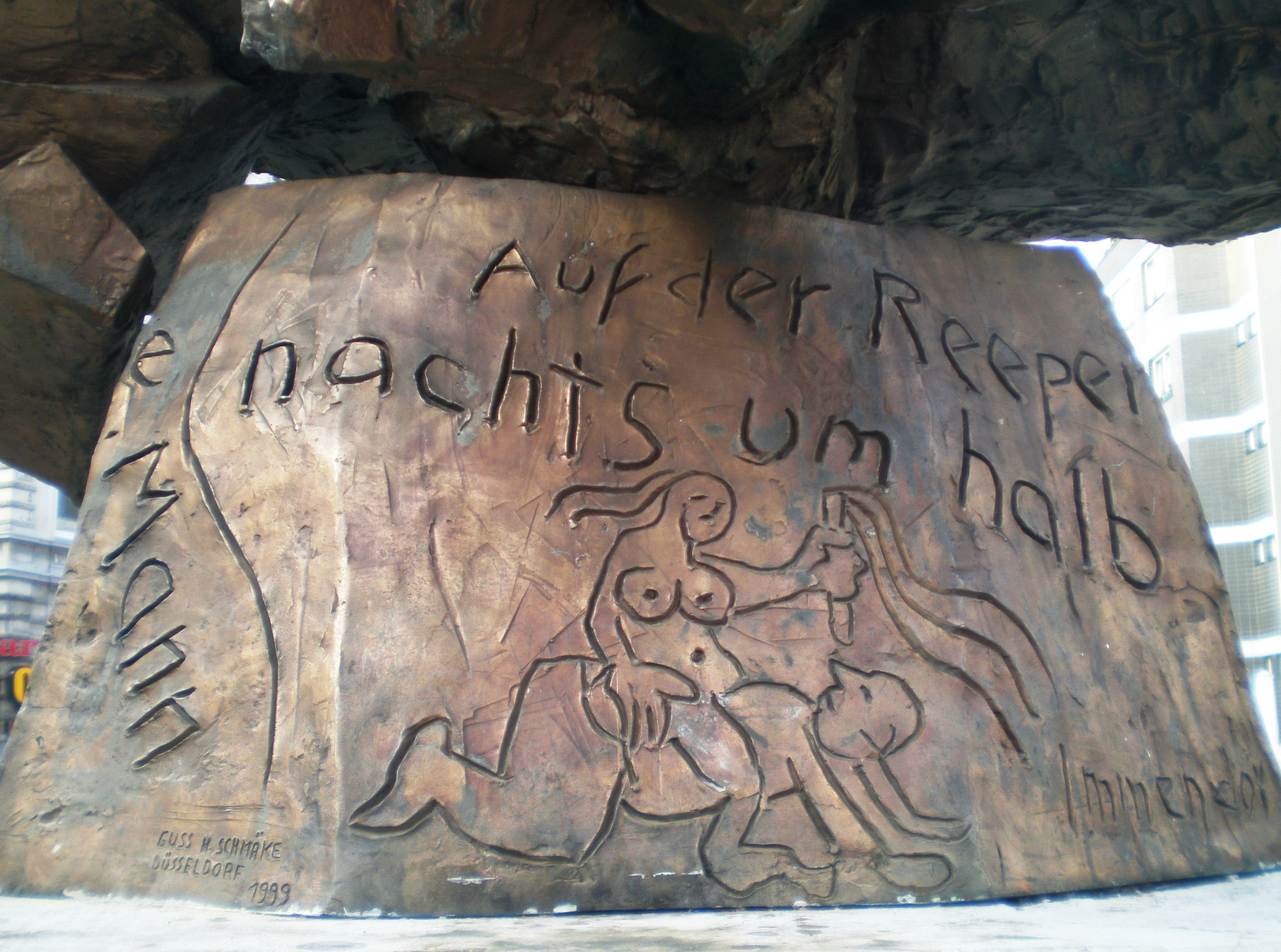
ハンスアルバース像の基部にある碑文：Auf der Reeperbahn nachts um halb eins

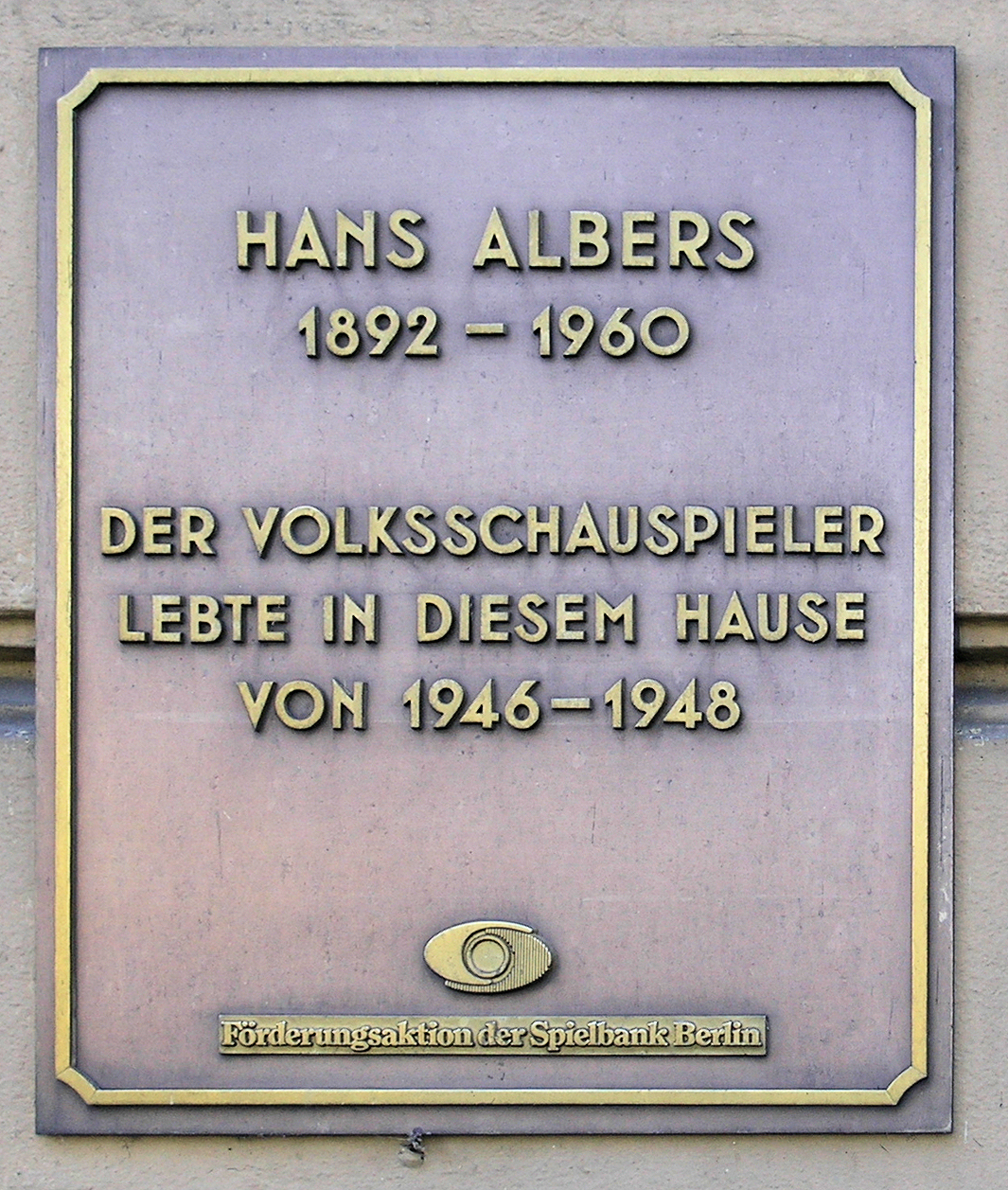
ハンスアルバースへの記念の盾。SchönebergerUfer61、ベルリン-ティーアガルテン

## 主な出演作
- アスファルト Asphalt (1929)
- 嘆きの天使 Der blaue Engel (1930)
- 狂乱のモンテカルロ Bomben auf Monte Carlo (1931)
- 白日鬼 Der weiße Dämon (1932)
- 勝利者 Der Sieger (1932)
- F・P1号応答なし F.P.1 antwortet nicht (1932)
- 国際間諜団 Ein gewisser Herr Gran (1933)
- あかつき Flüchtlinge (1933)
- コスモポリス Gold (1934)
- ペーア・ギント Peer Gynt (1934)
- 密輸船 Unter heißem Himmel (1936)
- モスコーの夜は更けて Savoy-Hotel 217 (1936)
- 旅する人々 Fahrendes Volk (1938)
- ほら男爵の冒険 Münchhausen (1943)
- 路上の夜 Nachts auf den Straßen (1952)
- 鬼刑事 Der Greifer (1958)